# Puma
Puma concolor
Vous lisez un « bon article » labellisé en 2007.
Pour les articles homonymes, voir Puma (homonymie) et Cougar (homonymie).
Espèce
Répartition géographique
Statut de conservation UICN

 LC  : Préoccupation mineure
Statut CITES
Le puma (Puma concolor), également appelé lion de montagne, cougar (Canada), couguar ou cougouar (orthographes françaises), est un mammifère carnivore qui appartient à la famille des félidés.
C'est un animal solitaire qui vit en Amérique. Difficile à observer, il ressemble à un léopard sans taches, ce qui explique que, par abus de langage, on le désigne parfois également sous le terme de « panthère ».

## Description

### Pelage
Le pelage du puma est uniforme (concolor signifie « d'une seule couleur »), même si l'on devine parfois des rayures sur ses membres antérieurs. La couleur reste dans les tons fauves et varie du brun roux, dans les régions tropicales, au gris jaune, dans les régions arides. Le dessous du corps est plus clair, allant de la couleur crème au blanc. La longueur des poils dépend du milieu naturel dans lequel l'animal vit : ils sont rudes et courts dans les régions chaudes et longs en régions froides. Les cas d'albinisme sont rares mais les cas de mélanisme sont fréquents. Un unique cas de leucisme (« Puma blanc ») est observé dans les années 2010 à l'état sauvage dans le parc national de Serra dos Órgãos,.

### Tête
Le puma possède une petite tête de forme arrondie munie d'oreilles courtes, rondes et écartées. Le revers de l'oreille est noir. La fourrure du menton est blanchâtre comme celle du museau. La truffe est rose. La couleur des yeux varie du vert au jaune ambré et son champ de vision est très large.

### Aspect général et mensurations

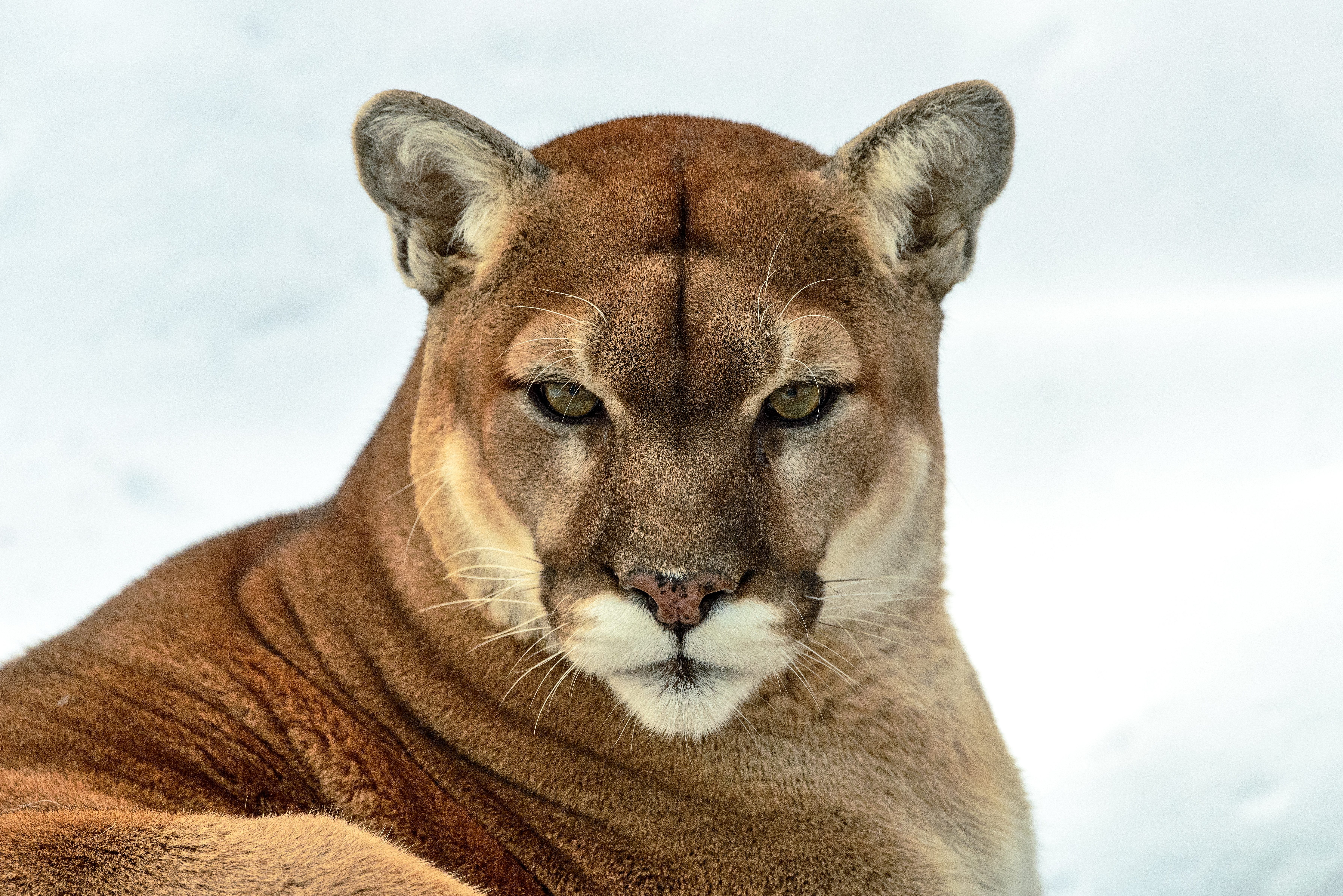
Portrait d'un puma.

En moyenne, le mâle mesure entre 1 mètre et 2,30 mètres de longueur, le record étant de 2,90 mètres, queue comprise. Celle-ci représente un tiers de la longueur de l'animal. La masse du puma est comprise en moyenne entre 53 et 72 kg pour les mâles ; le plus gros individu connu faisait 120 kg. Sa taille varie de 60 à 76 cm au garrot,. La femelle est moins grosse (environ 35 à 48 kg) ; le mâle est de 40 à 60 % plus lourd que la femelle. En outre, il existe une variation géographique de la taille : les plus grands spécimens vivent dans les montagnes Rocheuses et en Patagonie tandis que les plus petits évoluent dans les régions proches de l'équateur. Ainsi, les pumas vivant en région tropicale pèsent deux fois moins que les individus du sud du Chili ou du Canada.
La silhouette du puma est fine et musclée et son postérieur est plus haut que sa tête ce qui lui permet de sauter facilement. Sa longue queue (entre 53 et 81 cm,), plus foncée à son extrémité, est l'une des caractéristiques du puma. Enfin, il possède quatre doigts munis de griffes longues, pointues et rétractiles. Ses pieds sont larges, ce qui permet d'avancer aisément dans la neige. Les pattes postérieures plus longues que les antérieures - ces premières étant, proportionnellement à la taille, les plus longues de toutes les espèces de félins - sont une adaptation au bond.

### Performances physiques
Le puma peut courir jusqu'à 72 km/h,, mais seulement sur de courtes distances. En outre, il peut franchir jusqu'à 12 mètres en longueur, d'un bond à partir d'une position fixe[réf. souhaitée]. Enfin, il est capable de faire des bonds atteignant 4 à 5 mètres de haut, sans élan. C'est un animal qui nage bien mais il ne le fait qu'en cas de menace. Pour les besoins de la chasse ou en cas de menace, il est capable de grimper aux arbres et de faire preuve d'une grande agilité.

## Reproduction et comportement

### Cycle de vie

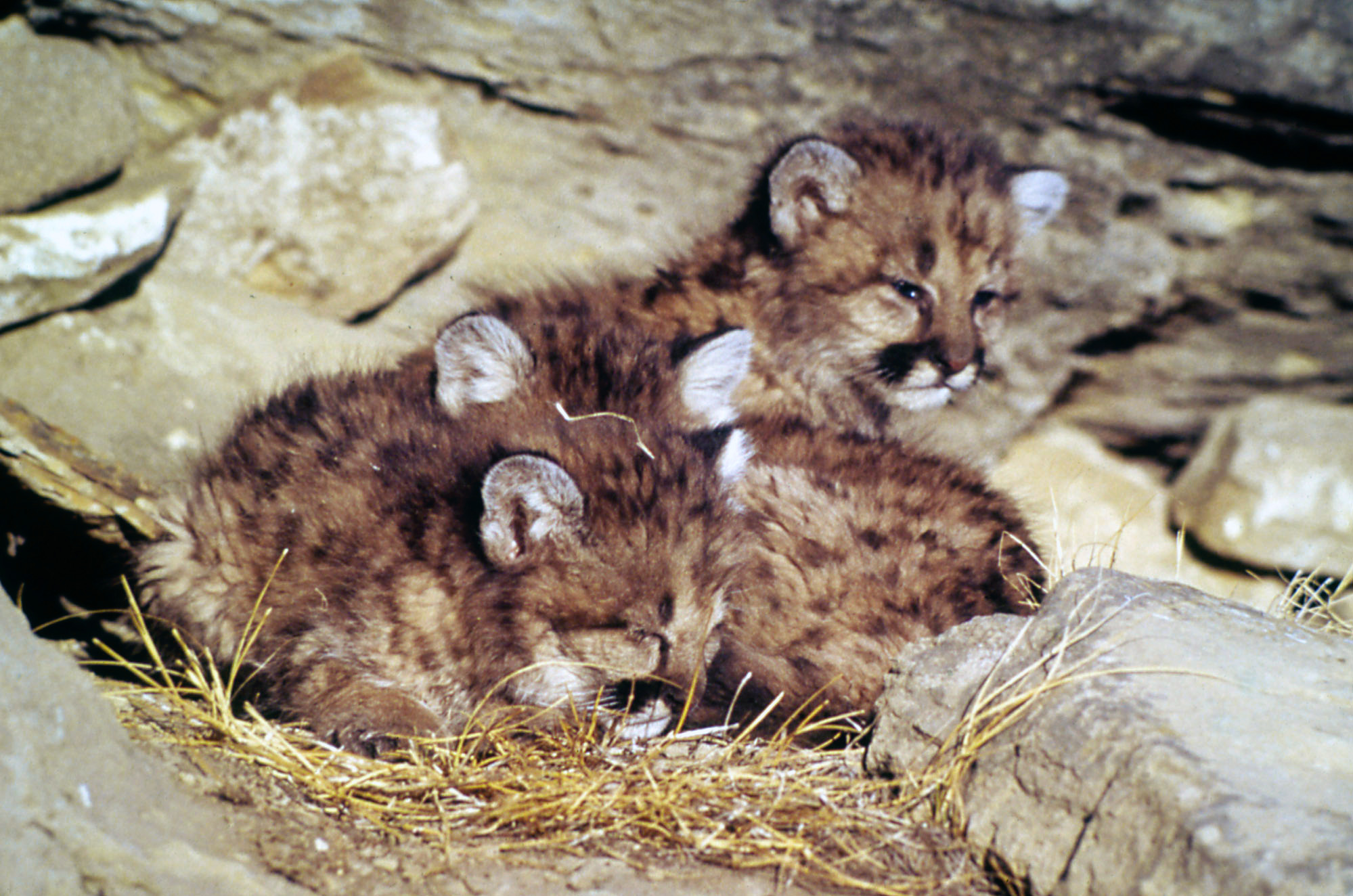
Pumas en bas âge.

Le puma est un animal solitaire. Les mâles et les femelles ne se rencontrent qu'en période d'accouplement (environ deux semaines). L'œstrus dure huit à quatorze jours. Les pumas peuvent se reproduire toute l'année, toutefois, on observe souvent un pic de naissances durant la saison chaude (d'avril à septembre en Amérique du Nord). Le taux de recrutement est de 1,0 à 1,3 petit par femelle en âge de procréer. La maturité sexuelle est atteinte pour les deux sexes dès l'âge de deux ans, parfois dès vingt mois. Cependant, la première reproduction se produit plus probablement lorsque la femelle a pu s'établir sur un territoire.
Après une gestation d’environ trois mois (entre 88 et 96 jours) la femelle met au monde jusqu'à six petits, généralement deux ou trois. La femelle met bas dans une tanière qui peut être des fourrés, une cavité rocheuse ou encore un arbre creux. Les petits restent avec leur mère jusqu'à leur deuxième année,. L'intervalle entre deux naissances est de dix-huit à trente mois. À la naissance, les jeunes pèsent de 600 à 800 grammes,, et ont un pelage brun jaunâtre avec des points noirs ou marron qui disparaissent vers l'âge de 16 mois. Les chatons ouvrent les yeux à dix jours et mangent de la viande à six semaines, mais l'allaitement dure plus de trois mois.
Dans son environnement naturel, un puma vit environ huit à dix ans, ; en captivité, sa longévité peut dépasser 25 ans[réf. nécessaire]. La proportion respective des mâles et des femelles, adultes, est généralement de deux femelles pour un mâle. La mortalité naturelle des adultes est inférieure à 5 %. La mortalité causée par la chasse sportive peut être particulièrement élevée pour les mâles adultes et subadultes. La mortalité est probablement plus élevée dans les zones de forts conflits intraspécifiques, comme les populations soumises à la chasse (conflits pour acquérir un territoire plus fréquents du fait de la disparition des individus prélevés) et dans les zones à faibles ressources alimentaires.

### Vocalisations
Les cris du puma diffèrent selon les circonstances : très aigus ou ressemblant à un sifflement en période de rut ; ils peuvent faire aussi penser à un fort ronronnement. Pendant la saison de l'accouplement, les pumas émettent des sortes de miaulements (ou feulements) puissants,. Le puma ne rugit pas en raison de l'ossification totale de son appareil hyoïde. Il émet un gémissement aigu pour menacer les intrus osant s'aventurer sur son territoire.

### Les proies
| Amérique du Nord  | Cerf de Virginie, cerf mulet, orignal, antilope d'Amérique ; coyote, souris, lièvre, martre, mouffette, porc-épic ; mouflon, chèvre des montagnes Rocheuses, ourson ; dindon sauvage, poisson, limace, sauterelle |
| Argentine         | Huemul, guanaco, cerf des Andes |
| Brésil            | Daguet, cerf des pampas, fourmilier |
| Paraguay          | Paca, agouti, nandou d'Amérique, pécari |
| Forêt équatoriale | Singe |

Les pumas sont carnivores, ils attaquent en général les grands mammifères comme les cerfs ou les élans mais aussi des animaux plus petits si nécessaire, jusqu'à pêcher ou se nourrir d'insectes ou de lézards. En moyenne, un puma d'Amérique du Nord consomme un cerf tous les sept à dix jours, parfois plus pour une femelle avec des petits. Enfin, le puma peut tuer des animaux d'élevage (chevaux, moutons, vaches, chèvres, etc.).
Les pumas chassent seuls, à l'aube ou au crépuscule, le jour en montagne. Ils traquent leur proie et l'approchent par derrière. Ils la tuent en mordant la base du crâne, brisant le cou de leur victime. Ils peuvent ainsi s'attaquer à des animaux beaucoup plus gros qu'eux. Ils enterrent ensuite la carcasse ou la recouvrent partiellement afin de la protéger quelques jours des charognards avant de revenir pour s'en nourrir. Les pumas arrachent les poils des carcasses, ce qui est une spécificité de l'espèce. Comme tous les prédateurs, ils changent de proies selon l'abondance de ces dernières. Ainsi, sur une zone où l'on avait réintroduit une espèce de mouflon dit mouflon canadien (Ovis canadensis), on a constaté que les pumas ont augmenté leur prédation sur cette espèce alors que les populations de cervidés (leur nourriture préférée) avaient diminué.

### Déplacement et territorialité
Les mâles adultes occupent un territoire moyen de 250 km2 environ (de 100 à 1 000 km2), qui est marqué par leur urine, leurs déjections ou des traces de leurs griffes sur les troncs, accompagnées d'un marquage odorant ; comme les autres félins, le puma possède des glandes sudoripares au niveau des pelotes digitales et plantaires. Le territoire des femelles est plus restreint (moins de 100 km2 en général), ce qui implique que le territoire d'un mâle recouvre plusieurs territoires de femelles.
Des suivis de jeunes couguars, par radiobalise, dans un habitat relativement fragmenté, en Californie, ont montré qu'ils trouvent assez facilement les corridors biologiques qui leur conviennent et les écoducs leur permettant de traverser une autoroute. La dispersion se fait au moment de l'abandon des petits par la mère en bordure de son domaine vital. Le jeune reste dans un rayon de 300 m à proximité durant 13 à 19 jours et explore ensuite son nouvel environnement dans la direction opposée à celle prise par la mère. L'âge moyen à la dispersion était de 18 mois (extrêmes : 13-21 mois). Les animaux fréquentent facilement les lisières ville-forêt et les corridors biologiques et écoducs, et semblent apprécier l'absence d'éclairage artificiel direct ou indirect, si ce n'est l'absence de pollution lumineuse.

### Compétition interspécifique

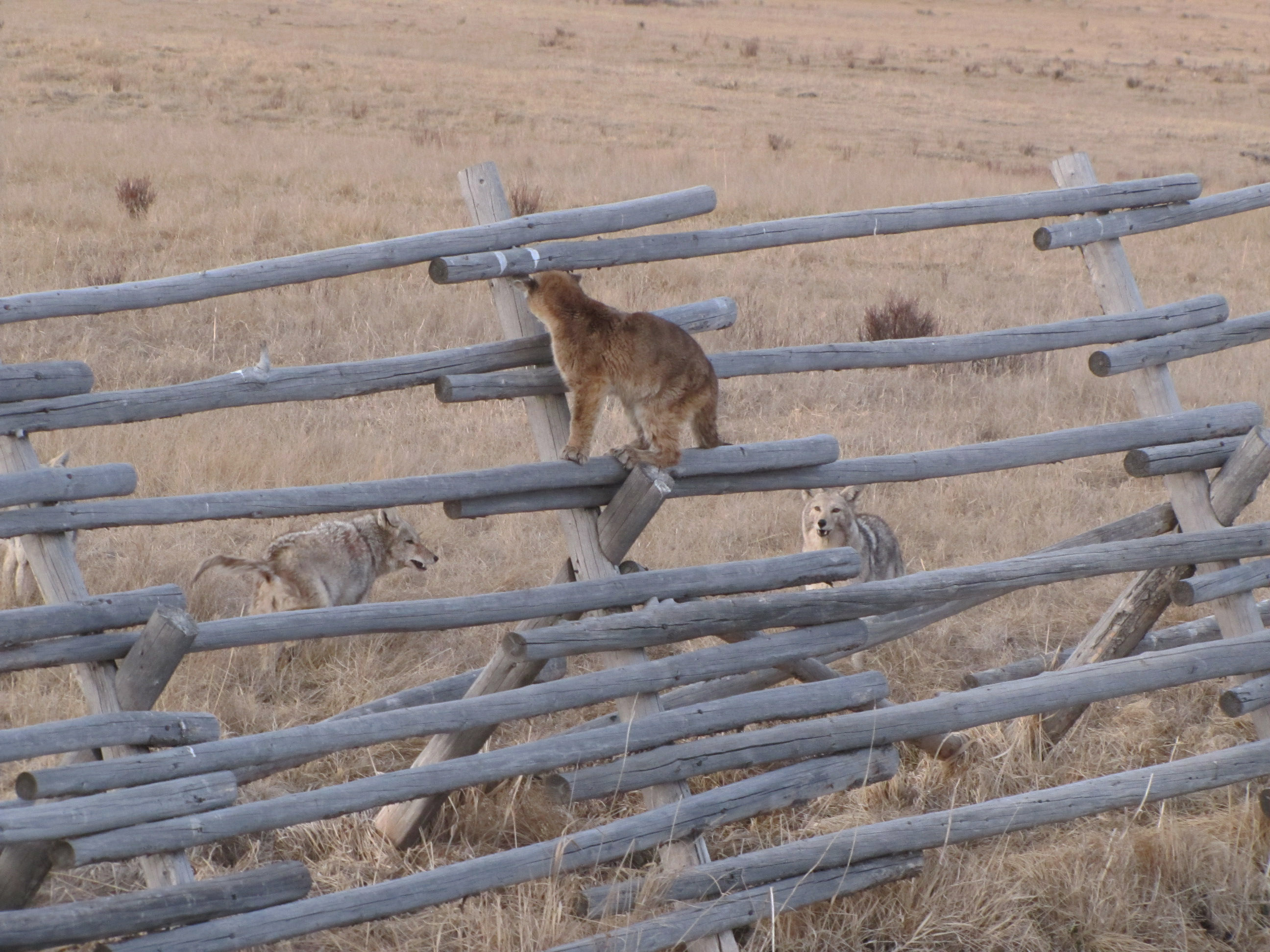
Une meute de coyotes accule un puma juvénile sur une clôture.

Le jaguar (Panthera onca) partage son aire de répartition nord avec l'aire sud du puma. Les cas de coexistence ne sont pas rares. Les deux espèces ont souvent été étudiées conjointement. Dans les zones tropicales, le puma est plus petit que dans les zones tempérées de son aire de répartition et chasse un plus grand nombre d'espèces, qui sont également de plus petite taille. Le puma subit la concurrence du jaguar qui ne lui laisse que des proies de taille moyenne. La compétition interspécifique avec le jaguar dans les zones tropicales est un facteur probable de ces différences,. Dans le parc national Santa Rosa au Costa Rica, il a été observé que les carcasses de proies fraichement tuées par un jaguar (des tortues de mer) sont par la suite visitées par un ou des pumas et jaguars,. Le puma est plus fréquemment observé durant la journée, tandis que le jaguar est plus nocturne. Cette observation montre que le jaguar est relativement tolérant envers les autres prédateurs qui visitent les charognes qu'il a tuées. Le jaguar peut s'attaquer aux jeunes pumas.
Le puma a peu de prédateurs mais en Amérique centrale et Amérique du Sud, il peut être attaqué par le jaguar et l'anaconda. En Amérique du Nord, il peut se trouver confronté à un grizzly ou à une meute de loups.

## Habitat et répartitions

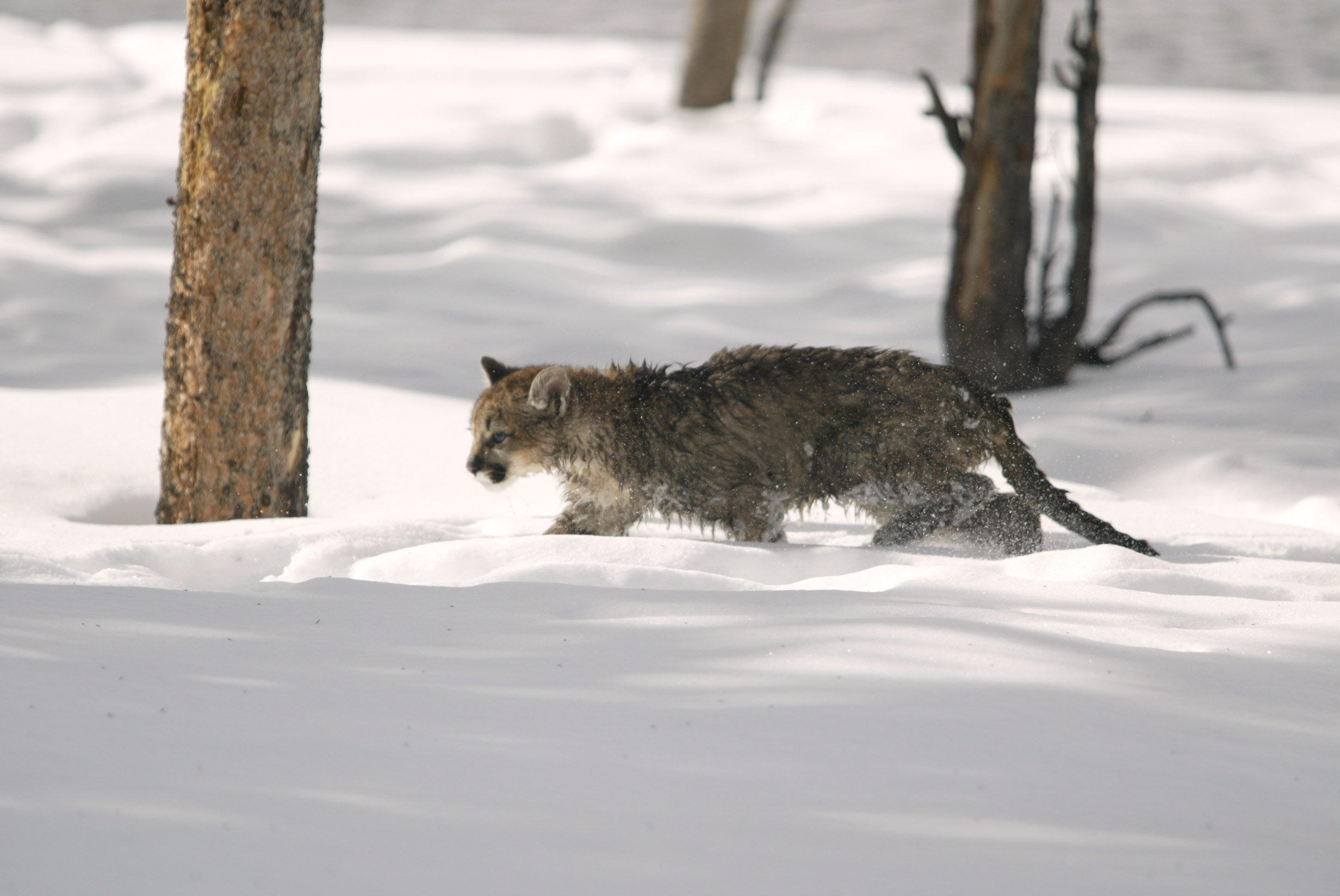
Jeune puma dans la neige.

### Habitat
Le puma occupe une grande variété d'habitats. Il se rencontre dans divers écosystèmes tels que les déserts arides, les zones de broussailles semi-arides, les forêts de conifères, les prairies et savanes inondées et les forêts tropicales humides. Il n'est pas présent dans les régions côtières fortement anthropisées et dans les hautes Andes. Le puma se rencontre jusqu'à 5 800 mètres d'altitude.

### Répartition
Avant la colonisation et l'explosion démographique du territoire, le puma occupait tout le continent américain : de la Colombie-Britannique au sud de l'Argentine. Le puma est l'animal terrestre qui occupe l'aire la plus étendue du Nouveau Monde, couvrant près de 110 degrés de latitude. Le puma est également le félin le plus répandu après le chat domestique sur le continent américain.
Le puma est absent des îles (Caraïbes, Antilles), de l'Uruguay ainsi que du centre et de l'est de l'Amérique du Nord. Il était autrefois présent dans les forêts du Grand Nord mais il a disparu à la suite de l'extinction des grands ongulés dans cette région. Il a été beaucoup chassé aux XIXe et XXe siècles : on recensait en moyenne 350 pumas tués par an en Colombie-Britannique entre 1910 et 1957. Le puma peut occuper une grande variété d'habitats mais l'extension humaine l'a repoussé en montagne, dans une forêt morcelée et considérablement réduite depuis la colonisation européenne, dans les prairies, les déserts et les étendues sauvages du continent américain. On le trouve jusqu'à 5 900 mètres dans la cordillère des Andes.
Le puma est classé en annexe II de la CITES, c'est-à-dire en espèce vulnérable. Les pumas de Floride et d'Amérique centrale appartiennent à l'annexe I et sont menacés d'extinction,,. La chasse du puma est en général interdite ou réglementée, sauf au Guyana, en Équateur et au Salvador. Les réserves et les parcs naturels tentent de préserver leur habitat (Yosemite, Yellowstone, Río Plátano, Iguazú, etc.). Cependant, certains éleveurs, dont les troupeaux sont menacés, les abattent ou les empoisonnent.

### Le cougar au Québec

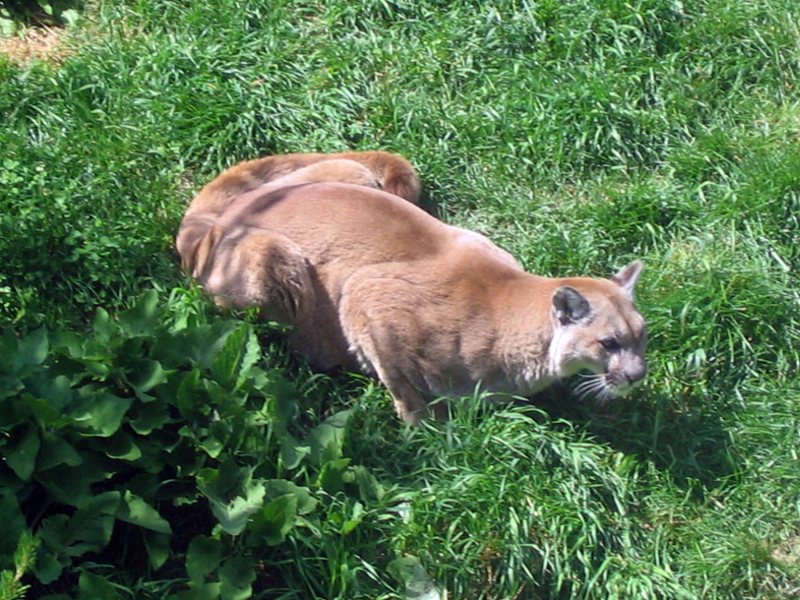
Puma au zoo sauvage de Saint-Félicien, Québec.

L'espèce se trouvait autrefois dans presque toute l'Amérique du Nord, sur le territoire des cerfs, sa source de nourriture principale. Il a cependant été chassé pendant près de deux siècles, sa fourrure étant prisée et sa présence n'étant pas la bienvenue près du bétail. La sous-espèce de l'Est, Puma concolor couguar, qui occuperait actuellement le Sud-Est du Canada (Ontario, Québec, Nouveau-Brunswick et Nouvelle-Écosse), avait apparemment disparu dès la seconde moitié du XIXe siècle mais une faible population semble encore subsister dans une partie de son aire de répartition historique.
Au Québec, sa population n'a probablement jamais été abondante. Seules quelques centaines d'observations ont été rapportées depuis 1955 : la majorité d'entre elles sont antérieures à 1991, période durant laquelle les mentions de cougar étaient systématiquement recueillies. Les mentions proviennent de la partie méridionale de la province, au sud du 50e parallèle, essentiellement dans les régions de l'Abitibi-Témiscamingue, de l'Estrie et du Bas-Saint-Laurent. Cependant, un seul signalement a été confirmé en 1992 lorsqu'un individu a été abattu en Abitibi-Témiscamingue. Une analyse génétique a démontré que l'individu provenait d'une sous-espèce présente en Amérique du Sud et il est probable que cet animal se soit échappé d'un parc zoologique ou gardé en captivité. Les principaux facteurs limitatifs de la présence du cougar au Québec seraient liés aux diverses activités humaines et au morcellement des populations, qui rendrait difficiles les rencontres lors de la période d'accouplement.
La présence du cougar fait l'objet d'un suivi au Québec. Un système de collecte des observations (rapports d'observation) et d'analyse de leur qualité est en place dans chaque région par les bureaux de Protection de la Faune du Québec. La présence d'environ huit individus répartis à travers la province est confirmée par les scientifiques. En 2005, le ministère de la faune et des parcs du Québec a officiellement confirmé la présence du puma dans trois régions du Québec : la Capitale-Nationale (Québec), la Gaspésie et le Saguenay–Lac-Saint-Jean. D'autres observations auraient été faites dans le Centre-du-Québec et l'Estrie. Un puma a d'ailleurs été filmé dans un champ de Fortierville en mai 2007, alors qu'un autre a été aperçu et clairement identifié le 1er octobre 2007 à la forêt Montmorency, située à environ 70 km au nord de la ville de Québec, près du parc national de la Jacques-Cartier. Un autre a également été observé au printemps 2007 dans le Parc de la Gatineau, dans l'Outaouais.
Un biologiste du Parc national de Forillon en Gaspésie a confirmé que six échantillons de poils de cougar ont été recueillis dans le parc entre 2003 et 2010, dont le dernier en août 2009. Le projet d'observation a ensuite été arrêté puisqu'il ne visait qu'à confirmer la présence. Les tests génétiques ont permis de conclure qu'il s'agissait d'un cougar de l'Est. Cependant, il existe un débat chez les biologistes concernant les dispositifs de prélèvement des échantillons et l'existence même de cougars vivant à l’état sauvage au Québec,.

### Les pumas aux États-Unis

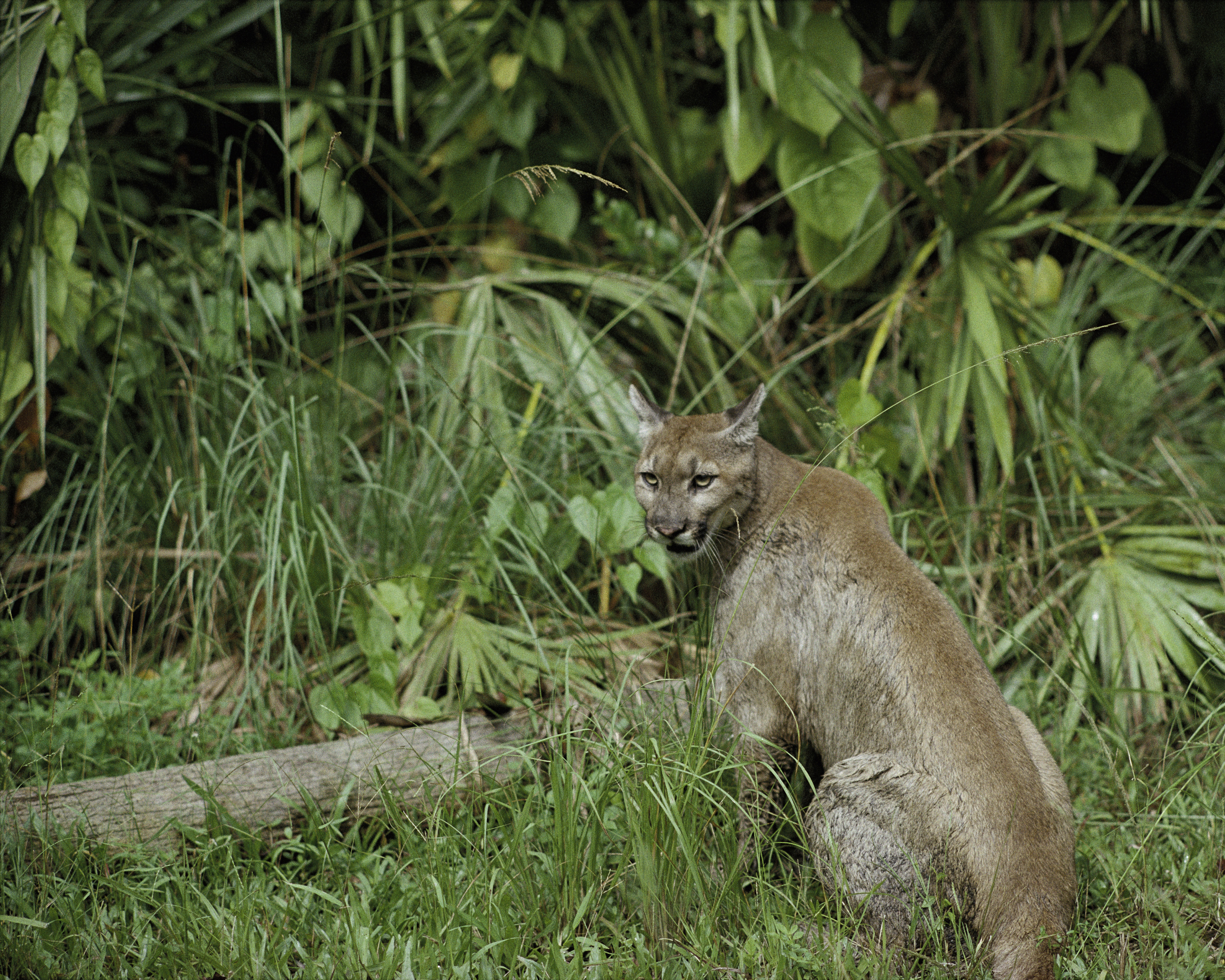
Panthère de Floride au refuge faunique national Florida Panther.

D'abord chassé jusqu'à sa quasi-extinction aux États-Unis, le puma fait un grand retour, avec une population estimée entre 10 000 et 30 000 individus dans l'Ouest du pays, principalement dans les montagnes Rocheuses. L'animal est présent dans quatorze États de l'Ouest et en Floride. On estime entre 4 000 et 6 000 le nombre de lions des montagnes en Californie où il est protégé par la loi, entre 4 500 et 5 000 au Colorado ; les couguars de Floride sont estimés à une cinquantaine et constituent la sous-espèce la plus menacée du continent américain. Dans les autres États, sa chasse est légalisée mais soumise à l'autorisation de l'United States Fish and Wildlife Service. Le Texas est le seul État où le puma peut être chassé librement.
La Panthère de Floride est une population de pumas qui était une sous-espèce selon l'ancienne classification (Puma concolor coryi). Autrefois présente dans tout le Sud-Est des États-Unis, elle survit dans le Sud de la Floride. Il ne subsisterait qu’une cinquantaine d'individus. Elle est menacée d'extinction malgré les efforts du groupe de sauvegarde de la Panthère de Floride (The Florida Panther Recovery Team), fondé en 1976. Il y a actuellement un grand effort de la part de l’État de Floride pour sauver ces panthères locales, leur nombre étant en effet en inquiétante diminution : élevage en captivité, préservation du gibier, reproduction artificielle, etc. Néanmoins, la nouvelle classification permet d’envisager une reproduction de préservation par croisement avec d’autres anciennes sous-espèces moins menacées de couguars d’Amérique du Nord, qui sont dans la même lignée phylogénétique, et de parvenir, par sélection, à retrouver les caractères de la Panthère de Floride, avec l’aide d’élevages ou parcs naturels d’autres États.
Les pumas tentent de reconquérir l'Est du pays, suivant les criques et les cours d'eau, ils ont à présent atteint les États du Missouri et du Michigan. Cette évolution pourrait permettre d'en trouver sur la quasi-totalité du territoire des États-Unis, mais la réintroduction du loup dans les montagnes Rocheuses est une menace pour le puma qui était jusque-là le seul grand prédateur carnivore avec l'ours dans ce territoire. Il y a par exemple environ 25 pumas dans le parc du Yellowstone contre 118 loups.
À cause de l'urbanisation, les pumas se retrouvent de plus en plus fréquemment en contact avec l'homme, surtout dans les zones riches en cerfs, leur proie naturelle. Beaucoup de ces félins meurent percutés par des automobiles ou des camions (voir mortalité animale due aux véhicules). Si on a compté des attaques d'animaux domestiques (chats, chiens), ils ne se tournent que très rarement vers le milieu anthropisé pour trouver de la nourriture. Le 2 mars 2011, le puma de l'est américain est officiellement annoncé par l'USFWS comme étant éteint aux États-Unis. Ce cougar était sur la liste des espèces menacées depuis 1973, mais sa disparition était suspectée depuis les années 1930. En fait, le statut de cette population en tant que sous-espèce est incertain, et des migrations d'individus de l'ouest de la répartition sont possibles,.
Après y avoir été exterminé par la chasse et la destruction de vastes superficies d'habitats naturels, le couguar a été confiné aux États de l'ouest des États-Unis depuis presque un siècle. Il semble lentement recoloniser des zones situées plus à l'Est du pays. Une modélisation écologique publiée en novembre 2015, basée sur plus de quarante années de statistiques populationnelles croisées à des informations sur l'éthologie et l'habitat de l'espèce laisse attendre une réapparition de populations de cougars dans les États du Midwest entre 2015 et 2040, à condition qu'il soit suffisamment accepté, ce qui implique selon les chercheurs une approche intégrée de la présence potentielle d'un grand carnivore dans la région.

### Interactions avec l'homme

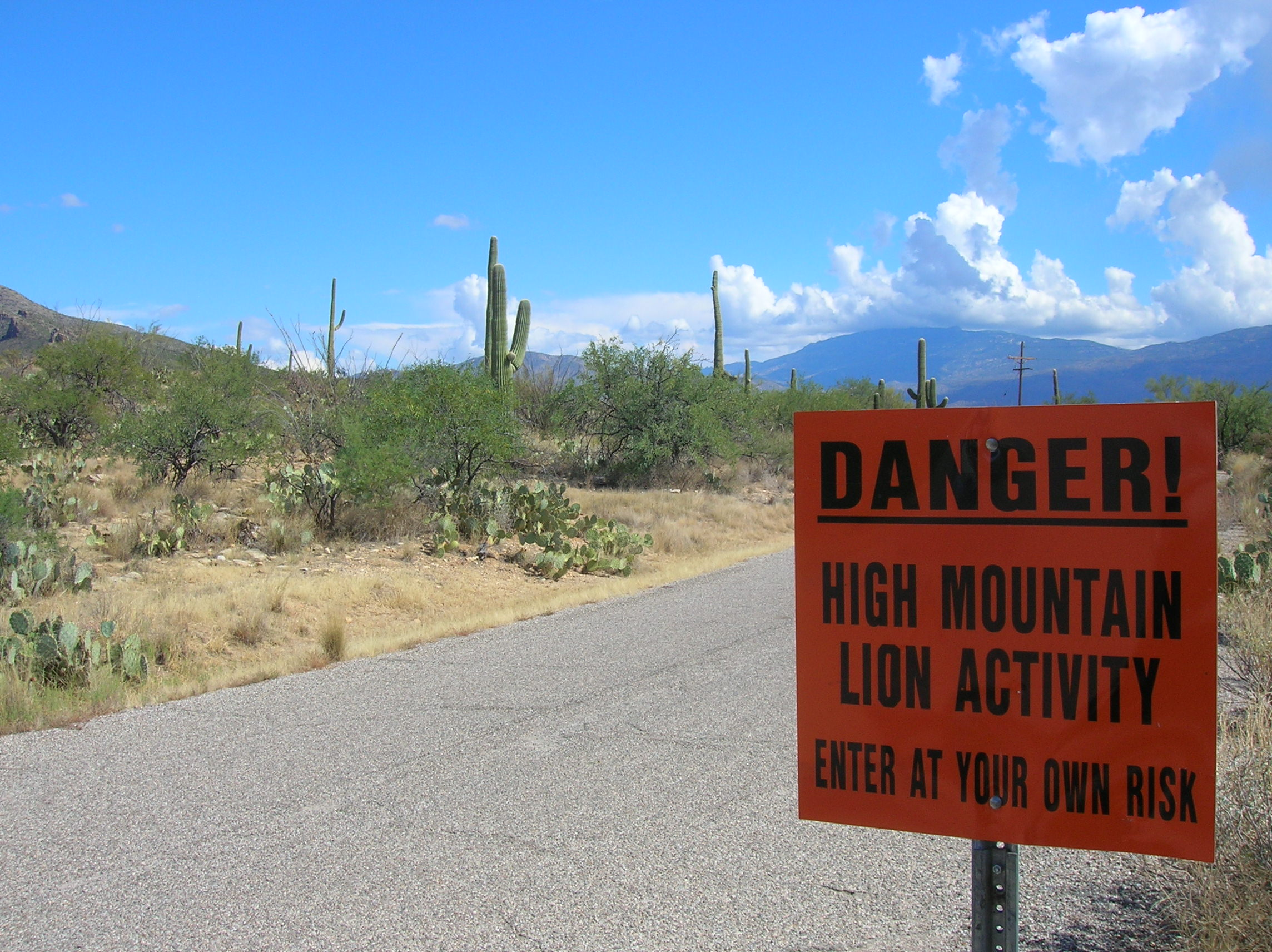
Panneau avertissant de la présence de puma dans le Parc national de Saguaro (États-Unis).

Les activités humaines affectent la population de puma en raison de la fragmentation ou de la disparition de ses habitats, de la pression de la chasse et du dérangement que subit l'espèce. Les pumas sont très discrets, n'attaquent que très rarement l'homme et dépensent beaucoup d'énergie pour le fuir. Ceci peut arriver quand celui-ci s'aventure dans des zones sauvages ou que l'animal se sent menacé. De 1890 à janvier 2004, on a recensé environ 100 attaques de pumas sur des humains en Amérique du Nord (dont 16 mortelles). Sans doute en raison d'une pression plus forte sur leurs territoires, le phénomène semble s'intensifier avec 53 attaques dans les années 1980 dont neuf mortelles en Amérique du Nord.
Le puma peut être apprivoisé. Inscrit à l'annexe ll de la Convention sur le commerce international des espèces de faunes sauvages, il peut donc être commercialisé avec un permis. Des fermiers en adoptent en Argentine et les laissent en liberté sur l'exploitation, où l'animal se révèle joueur et convivial.
Les efforts que le cougar fait pour ne pas être aperçu par l'homme ont un coût important en termes d’énergie dépensée, et secondairement aussi en termes de chances de survie ; c'est la conclusion d'une étude récente (2015) basée sur le suivi à distance (grâce à des balises GPS) de 30 couguars dans les montagnes de Californie (de 2008 à 2013). Un logiciel spécial a identifié 208 sites vers lesquels ces couguars retournaient plusieurs fois de suite durant plusieurs jours (ce qui est un indice fort qu'ils avaient attaqué une proie dans ce secteur). L'étude a montré que dans les zones de ce territoire un peu plus urbanisées (2 à 9 maisons par hectare), les femelles couguars ont tué 36 % de chevreuils de plus par rapport à celles qui vivaient dans des zones pas ou peu habitées, et qu'elles passaient moins de temps à se nourrir sur chaque carcasse, alors qu'une telle différence n'a pas été constatée chez les mâles). Les auteurs supposent que les femelles doivent dépenser beaucoup plus d'énergie pour à la fois rester discrètes et chasser pour leur progéniture quand elles vivent à proximité de l'homme, et que ceci se paye en termes de « chance de reproduction » (Ainsi, l'une des femelles suivies a perdu trois de ses portées en trois ans, et c'est celle qui vivait dans l'habitat le plus anthropisé).
Le puma fait partie des félins pouvant attaquer l'être humain. Entre 1890 et 1990, 53 attaques de pumas, dont 10 morts ont été répertoriées aux États-Unis et au Canada. Les deux tiers des attaques portaient sur des enfants jusqu'à neuf ans et tous les décès sont survenus sur des jeunes de moins de treize ans. Plus du tiers des incidents ont eu lieu sur l'île de Vancouver, ce qui est peut-être un cas d'apprentissage de prédation. 40 % des attaques ont lieu en été, ce qui est probablement dû aux sorties en nature plus fréquentes de l'homme en cette période. La majorité des attaques avaient lieu dans le dos de la victime. Bien qu'en forte augmentation sur la période étudiée, les tentatives de prédation reçoivent une couverture médiatique importante en comparaison d'autres prédateurs statistiquement plus dangereux pour l'homme, comme les chiens.

### Sauvegarde
Des lignes directrices ont été proposées pour sa protection et gestion, mais dans la nature, comme la plupart des grands carnivores, cet animal est souvent victime de collision avec des véhicules, empoisonnement, ou est mal accepté par les propriétaires de terrain, de gibier ou d'animaux d'élevage,.

## Taxonomie

### Phylogenèse
La phylogenèse est l'étude des fossiles d'un animal afin d'en préciser son apparition et son évolution. Cependant, il existe assez peu de fossiles de félins, et la phylogénie moderne s'appuie essentiellement sur les analyses génétiques (Cf. ADN). Le premier félin daterait d'il y a 11 millions d'années. L’ancêtre commun des lignées Leopardus, Lynx, Puma, Prionailurus et Felis aurait traversé la Béringie et colonisé l’Amérique du Nord il y a environ 8 à 8,5 millions d’années. Des analyses génétiques effectuées en 2006 ont montré que ces lignées ont divergé dans l’ordre de leur citation : le genre Puma est donc la troisième lignée à se différencier,. La lignée du Puma a probablement divergé il y a plus de huit millions d'années selon l'horloge moléculaire. Les félins nord-américains ont ensuite envahi l’Amérique du Sud par l’isthme de Panama il y a 3 millions d’années durant le grand échange interaméricain.
Le puma n'est pas doté d'un os hyoïde élastique et de larges cordes vocales, ce qui ne lui permet pas de rugir. La capacité de rugir grâce à un os hyoïde peu ou pas ossifié est l’hypothèse historique ayant permis de classer les différentes espèces en félins « rugissants » de la sous-famille des panthérinés et les « non-rugissants » de la sous-famille des félinés. Ainsi, le puma est le plus grand des félins de la sous-famille des Felinae et possède des caractéristiques similaires aux grands félins de la sous-famille des Pantherinae. Le Puma fut d’abord considéré comme un membre du genre Felis (Felis concolor). Dès 1834, William Jardine propose de classer le puma dans un genre à part: Puma. Le puma a alternativement fait partie du genre Felis puis Puma. Les différentes références taxinomiques s’accordent à présent pour le rattacher au genre Puma, qui a contenu une seule autre espèce : le Jaguarondi (Puma yagouaroundi). Des études ont montré que le puma et le Jaguarondi sont étroitement proches du guépard,. Anatomiquement, la colonne vertébrale du puma est longue, comme celle du guépard, et lui permet une flexion lombaire étendue par rapport aux autres félins. La nature de cette relation est cependant mal définie : une première hypothèse serait que les lignées du Guépard et du Puma aient divergé en Amérique (Guépard américain) puis que le guépard soit retourné vers l’Ancien Monde, ; une autre suggère que le guépard a évolué indépendamment sur l'Afro-Eurasie.
Le Puma d’Amérique du Nord présente un haut niveau de similarité génétique, ce qui suggère que l’espèce actuelle descend d’un petit groupe d’individus. Culver et al. pense que les populations nord-américaines de Puma concolor ont été extirpées durant les extinctions du Pléistocène il y a environ 10 000 ans (Holocène) puis que les populations sud-américaines ont par la suite repeuplé le Nord de l’Amérique.

### Sous-espèces

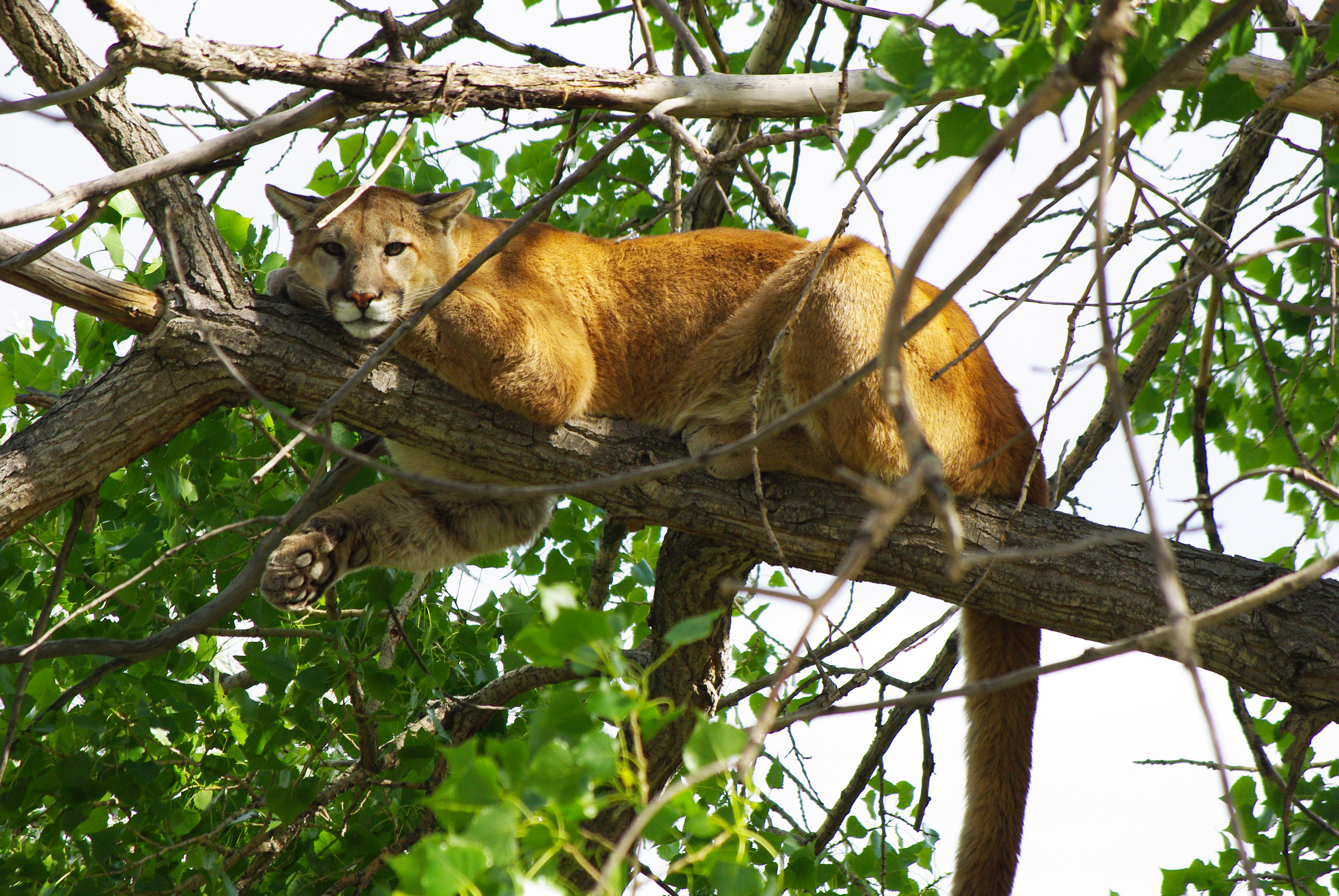
Puma d'Amérique du Nord (Puma concolor couguar).

Jusqu’à la fin des années 1990, de 30, à 32, sous-espèces différentes ont été validées. Certains auteurs ont même avancé jusqu’à 35 sous-espèces différentes. Les différences majeures entre ses différentes subdivisions de l'espèce étaient la localisation et la taille du corps : la plupart de ces formes ne prenaient pas en compte la variabilité naturelle entre les individus. Une étude génétique effectuée en 2000 sur l’ADN mitochondrial a diminué drastiquement le nombre de sous-espèces, passant d’une trentaine à six,, :
- le puma de l’Est de l’Amérique du Sud (Puma concolor capricornensis[59] ou anthonyi[60]), officiellement déclaré éteint par les États-Unis, inclut les anciennes sous-espèces acrocodia, borbensis, anthonyi, concolor, greeni et nigra[60] ;
- le puma d’Argentine (Puma concolor cabrerae) inclut les anciennes sous-espèces hudsonii et puma[61] ;
- le puma du Costa Rica (Puma concolor costaricensis) répandu en Amérique centrale, et notamment du Nicaragua au Panama ;
- le puma d’Amérique du Nord (Puma concolor couguar) inclut les anciennes sous-espèces arundivaga, aztecus, browni, californica, coryi, floridana, hippolestes, improcera, kaibabensis, mayensis, missoulensis, olympus, oregonensis, schorgeri, stanleyana, vancouverensis et youngi[53]. Il est répandu sur l'Amérique du Nord et l'Amérique centrale jusqu'au nord du Nicaragua ;
- le puma du Nord de l’Amérique du Sud (Puma concolor concolor) inclut bangsi, incarum, osgoodi, soasoaranna, sussuarana, soderstromii, sucuacuara et wavula[62] ;
- le puma du Sud de l’Amérique du Sud (Puma concolor puma) inclut araucanus, concolor, patagonica, pearsoni et puma[63].

De nouvelles études menées sur le génome mitochondrial ont réduit le nombre de sous-espèces à deux : Puma concolor concolor (Linné, 1771) présent en Amérique du Sud et Puma concolor cougar (Kerr, 1792) réparti en Amérique du Nord et Centrale,, et peut-être au nord-ouest des Andes. Les populations nord-américaines se seraient étendues au reste de l'Amérique vers 8 000 avant le présent.

## Culture

### Noms attribués
Le mot « puma » [pyma] est dérivé d’un mot quechua introduit en français par l'intermédiaire de l'espagnol. Il est attesté en espagnol depuis 1602. Les Incas les tuaient lorsqu'ils s'attaquaient aux guanacos et aux vigognes. Le terme « couguar » [kuga:ʀ] est orthographié de diverses manières (« couguard » et parfois « cougouar », qui se prononce [kugua:ʀ]) au cours du XVIIIe siècle. Au Brésil, les Amérindiens Tupi appelaient l'animal susuarana, déformé ensuite par les Portugais en suçuarana puis cuguacuarana et qui devint au XVIIIe siècle le « couguar » du naturaliste français Buffon. Le mot se serait peu à peu altéré : la cédille est perdue, puis les sons [s] et [c] sont confondus,,.
Les différents noms et expressions utilisés pour désigner le Puma reflètent la diversité des langues et des cultures du continent américain. Il est inscrit au livre Guinness des records en tant qu’animal ayant le plus grand nombre de dénominations, plus de quarante noms différents juste pour l’anglais, probablement grâce à sa large distribution en Amériques,. En français, il existe également de nombreux termes synonymes tels que « tigre rouge », « tigre poltron », « lion d'Amérique », « lion du Chili », « lion des Péruviens ». Au Québec, l'Office québécois de la langue française recommande l'utilisation du terme « cougar » ; les mots « cougouar », « puma », « lion des montagnes » et « lion de montagne » sont moins fréquemment utilisés dans la province canadienne.
Les peuples amérindiens le baptisèrent de façons diverses : il était par exemple « cabcoh » pour les Mayas. Les peuples qui occupaient les rives des Grands Lacs pensaient que sa queue attisait les tempêtes et l'appelaient Erielhonan, ce qui signifie « longue queue ». Le nom du lac Érié dérive de cette appellation. Le félin est discret, il ne chasse qu'à la tombée de la nuit ou au lever du jour : c'est pourquoi il a été aussi surnommé le « chat fantôme » (ghost cat en anglais). Lorsque Christophe Colomb découvrit le puma, il crut que c'était un lion : les Américains l'appellent encore mountain lion, « lion des montagnes ». En anglais, le Puma est également appelé « catamount », « panther », « mountain screamer » et « painter ». Le président américain Theodore Roosevelt le surnommait le « seigneur du meurtre fugitif. »

### Importance dans les cultures précolombiennes
Les civilisations précolombiennes vénéraient le puma comme un dieu ou un être surnaturel, à l'instar du jaguar. Dans les Andes, le dieu Viracocha est représenté par le motif du puma sur la porte du Soleil de Tiahuanaco. Pour les Incas, lors des éclipses de Soleil, Inti, dieu du soleil, était dévoré par un monstre céleste assimilé à un puma. Les pumas étaient vus comme les représentants des dieux de la montagne. Lorsque ce phénomène céleste se produisait, les paysans des Andes faisaient là encore un maximum de bruit mais cette fois, pour effrayer le félin. Le nom du lac Titicaca signifie le « lac des pumas de pierre ». Les plans de la ville de Cuzco au Pérou auraient été conçus en reprenant la silhouette du félin,.
Les Anasazis lui vouaient un culte. Au Nouveau-Mexique, les Cochites ont sculpté deux pumas en pierre grandeur nature pour un autel et les Zuñis emportaient avec eux des amulettes en pierre représentant le félin. D'autres peuples le chassaient pour s'en nourrir ou pour sa peau. Dans les croyances animistes des peuples d'Amérique du Nord, l'esprit du puma est celui du chef qui s'impose sans utiliser la violence ou la contrainte. Il est un modèle de persévérance et de détermination, car il attend patiemment le passage d'une proie du haut d'un arbre ou d'un rocher. Le puma est un animal très vénéré de la mythologie andine. Il y occupe une place similaire à celle du lion dans le bestiaire occidental.

### Culture populaire

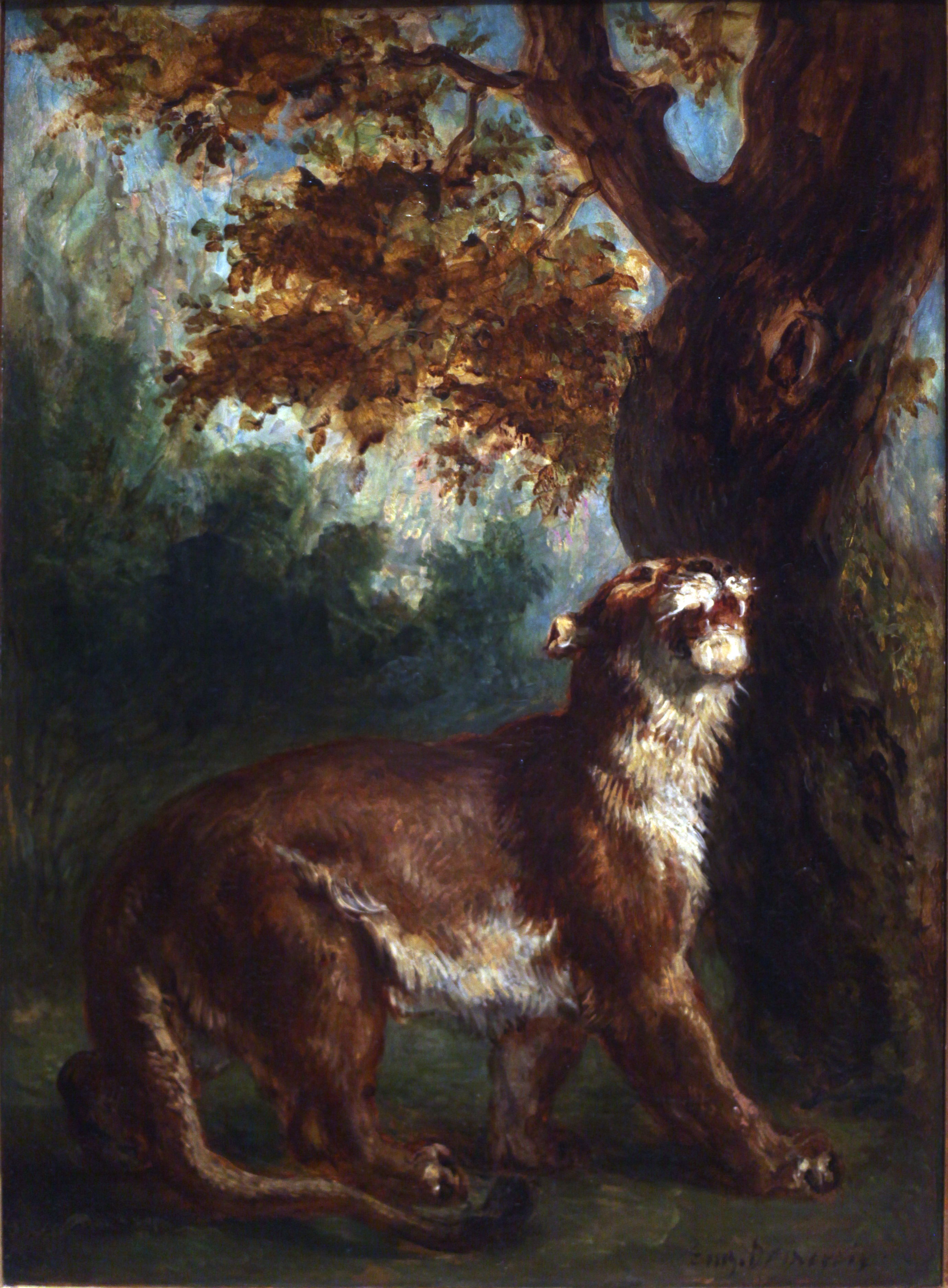
Le Puma, 1859
Eugène Delacroix
Musée d'Orsay, Paris

- Actuellement, le puma sert de logo à une grande marque allemande de la confection, Puma.
- Le puma est à la base de la dernière pièce d'Olivia Rosenthal : Les félins m'aiment bien qui a été créée en janvier 2005 au Théâtre Gérard-Philipe de Saint-Denis. Dans cette pièce, l'animal symbolise une menace énigmatique et dévorante.
- Les Panthers de la Floride, une équipe de la LNH, font référence au puma qui subsiste dans le sud de la Floride.
- Le puma est l'animal de totem du guerrier shavashava Oumpah-Pah, dans la bande dessinée éponyme de Gosciny et Uderzo.

Logo de BYU Cougars.

- BYU Cougars est le nom d'un club omnisports universitaire de la Brigham Young University à Provo (Utah). Les équipes des Couguars participent aux compétitions universitaires organisées par la National Collegiate Athletic Association. BYU fait partie de la division Mountain West Conference.
- Le Nittany Lions de Penn State, un puma, est l'emblème des clubs sportifs de l'université d'état de Pennsylvanie.
- L'équipe d'Argentine de rugby à XV porte le surnom de pumas. Cependant, l'animal représenté sur le blason de la sélection nationale est un jaguar surplombant les initiales UAR (Unión Argentina de Rugby)[73]. À partir de 2023, le logo est modifié pour correspondre à un puma.
- l'équipe de football de l'Université nationale autonome du Mexique (UNAM) évoluant en première division du championnat mexicain se nomment les Pumas.
- Les Cougars de Saint-Ouen-l'Aumône sont une équipe de football américain évoluant en élite dans le Val-d'Oise (Île-de-France).
- Les Cougars est aussi le nom du club de basket de Nancy, le Stade Lorrain Université Club Nancy Basket, le logo du club est un cougar griffant un ballon de basket.
- En 2007, la société Advanced Micro Devices a baptisé puma sa première plate-forme de composants pour les ordinateurs portables.
- Le puma est aussi le nom de nombreux véhicules militaires.
- Le puma est également représenté dans le jeu vidéo Far Cry 5 en tant qu'allié du personnage principal sous le nom de Pêpêche[74].
- Un puma apparait dans le film de 2019 L'Incroyable Aventure de Bella où il joue un rôle assez important dans le film.

### Ethnologie
- La nation amérindienne des Ériés est aussi connue comme la nation du Chat (le Puma).